# Grutas de Castellana

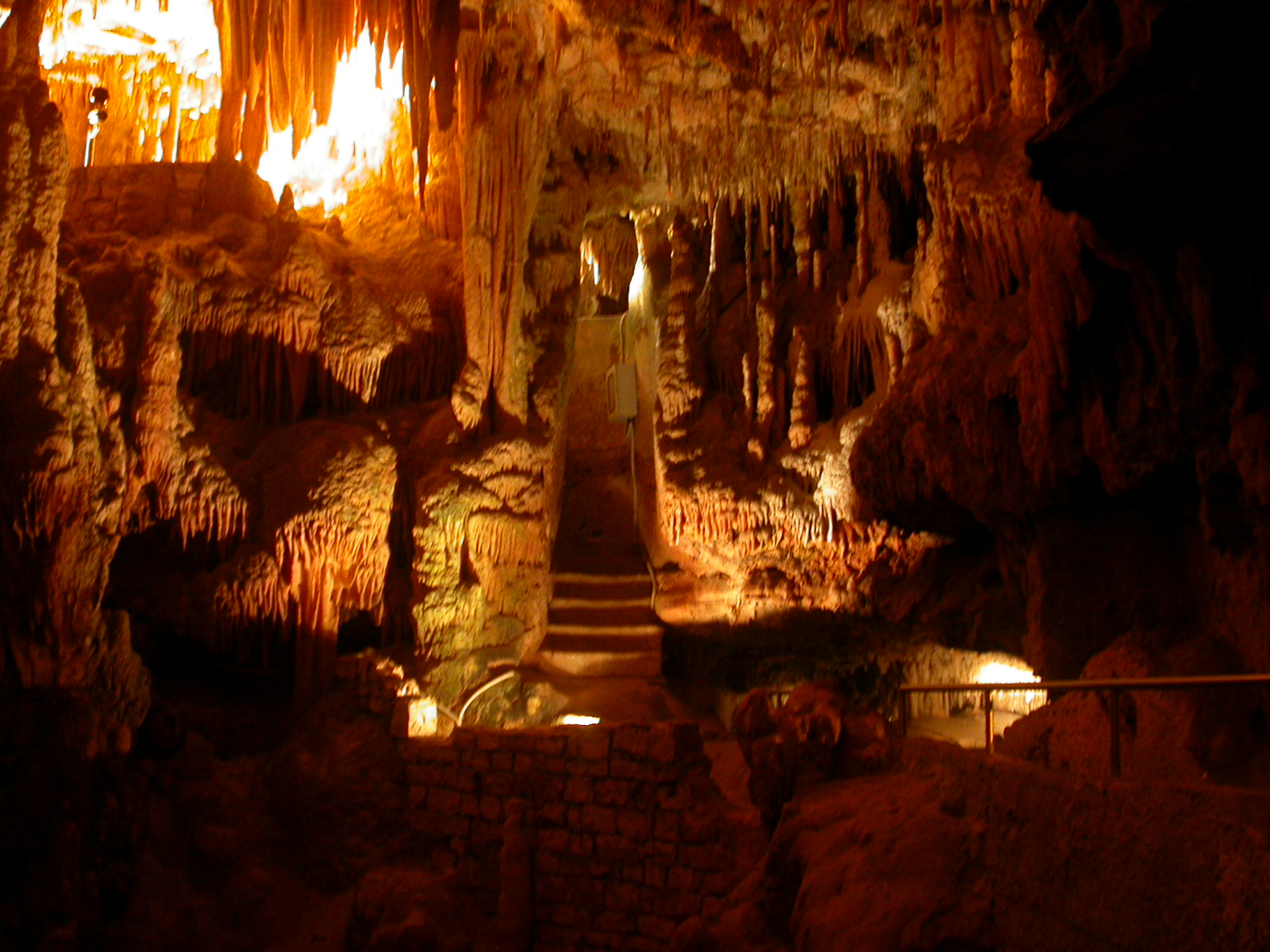
Gruta de Castellana (Puglia, Itália)

As Grutas de Castellana são um complexo de cavidades subterrâneas de origem cársica, de grande interesse do ponto de vista espeleológico e turístico. O complexo localiza-se na comuna de Castellana Grotte, na província de Bari, a cerca de dois quilómetros do centro da cidade. Anexo ao complexo existe um museu espeleológico.
As grutas exibem, tanto no percurso turístico de 3 quilómetros, como nas suas ramificações, uma enorme variedade de espeleotemas, tais como estalactites, estalagmites, colunas e mantos calcíticos, de diferentes tamanhos, formas e cores.

## História
No passado, era apenas conhecida a primeira cavidade do enorme complexo, conhecida por la grave (o túmulo), assim chamada pelos antigos habitantes locais porque pensavam que se tratasse da boca do inferno.
Uma primeira tentativa de exploração foi realizada no final do século XVIII por alguns jovens locais, que todavia não avançaram mais do que poucos metros a partir da majestosa entrada.
A descoberta do completo sistema de galerias e cavidades que compõem o complexo aconteceu no dia 23 de janeiro de 1938, graças ao espeleólogo Franco Anelli, no âmbito de uma campanha de pesquisa espeleológica conduzida no sudeste do planalto cársico de Murgia, a convite da entidade provincial para o turismo de Bari.